# Syndrome prémenstruel
 Mise en garde médicale
Le syndrome prémenstruel (ou SPM) est un ensemble de troubles survenant durant les jours précédant les menstruations et s'interrompant à leur apparition ou peu de temps après. Il est caractérisé par des symptômes divers comme un gonflement douloureux des seins, des maux de tête, les jambes lourdes ou une prise de poids, des éruptions cutanées ou d'herpès et par des troubles du comportement ou troubles de l'humeur incluant nervosité, anxiété, agressivité, émotivité, dépression. Ses origines sont inconnues. Le syndrome prémenstruel concerne entre 70 et 90 % des femmes en âge de procréer et sa prise en charge est principalement symptomatique.
Le trouble dysphorique prémenstruel est une forme plus sévère du syndrome prémenstruel.

## Historique
Robert Frank publie en 1931 un article qui traite de la « premenstrual tension ».
Dans les années 50, la médecin britannique Katharina Dalton note d'après son expérience et celle de plusieurs patientes la survenue de symptômes associés de manière récurrente à certaines périodes du cycle menstruel, comme des migraines ou des crises d'asthme. Ces symptômes disparaissent lorsqu'elle est enceinte. Elle suppose donc que ces troubles sont associés au cycle menstruel et attribue la disparition des symptômes à un déficit en progestérone. Elle prend contact avec un de ses anciens professeurs endocrinologue, Raymond Greene (en). En 1953, elle publie avec lui un article dans la revue British Medical Journal, article qui s'appuie sur leurs observations cliniques et qui décrit la constellation des symptômes associés au syndrome prémenstruel. Il s'agit de la première utilisation du terme « syndrome prémenstruel », qui est défini comme une maladie hormonale survenant dans les 14 jours après l'ovulation,.

## Épidémiologie
La prévalence précise du syndrome prémenstruel est inconnue. Elle varie en effet selon les études et les critères diagnostics pris en compte par celles-ci.
Le syndrome prémenstruel concernerait entre 20 et 30%, (70 et 90 % selon d'autres) des femmes en âge de procréer. Parmi elles, 5 à 10 %, (voire 20 à 40 % selon d'autres) présentent les symptômes du syndrome prémenstruel suffisamment dérangeants pour affecter leur fonctionnement global, et 3 à 8 % présentent des symptômes très sévères considérés comme relevant du trouble dysphorique prémenstruel et qui affectent à la fois leur fonctionnement global et leur qualité de vie.
Une étude réalisée en France en 2004 et 2005 sur 3 027 femmes en âge de procréer, et qui n'ont pas eu de grossesse ou allaité durant cette période indique que 12,2 % de ces femmes remplissent les critères d'un authentique syndrome prémenstruel. Parmi elles, 4,1 % souffrent d'un syndrome prémenstruel sévère, 40,5 % rapportent des symptômes n'affectant pas leur vie quotidienne et 47,3 % ne rapportent aucun symptôme.
Une étude de 2008 a trouvé une augmentation marquée du syndrome prémenstruel chez les femmes autistes par rapport aux témoins appariés ; la prévalence du trouble dysphorique en phase lutéale tardive était de 92 % dans le groupe autisme, contre 11 % dans le groupe témoin, sur la base des critères diagnostiques du DSM-IV.
Une étude indique une correlation entre le syndrome prémenstruel et la présence d'anémie.

## Recherches

### Étiologie
Les causes du syndrome prémenstruel sont mal connues. Cependant, il pourrait résulter d'une interaction entre des stéroïdes sexuels et certains neurotransmetteurs.
Lindsey Ossewaarde a montré par imagerie cérébrale que le cerveau est dans cette phase dans un état proche de celui d'un toxicomane en état de manque ; état qui pourrait être induit par la chute d'œstrogènes et de progestérone qui accompagne la fin de phase lutéale. Ces deux hormones sont nécessaires au renouvellement des récepteurs de la dopamine, hormone du système de recherche du plaisir, ce qui expliquerait chez les femmes un besoin « pré-menstruel » de recherche de plaisirs compulsif compensateurs (nourriture, chocolat, cigarette...). L'étude montre aussi que ces femmes présentent une activation nettement supérieure des zones du cerveau correspondant aux centres du plaisir. Une hypothèse reflétant un point de vue de la psychologie évolutionniste est que la dégradation de l'humeur associée à ce syndrome induit par la non-fécondation pourrait avoir été sélectionnée par l'évolution, pour fragiliser les rapports au sein du couple et favoriser la recherche d'un autre mâle reproducteur. Seule la grossesse et l'allaitement interrompent cette chute de l'humeur. Mais cette théorie légèrement extrapolée a été largement critiquée pour son appriori sexiste. Le syndrome n'avantagerait pas la reproduction et serait davantage un héritage d'une vision "pathologique" des émotions féminines.
En ce qui concerne le gonflement douloureux des seins (mastodynies cycliques), il est en fait dû à un œdème du tissu palléal (tissu conjonctif lâche du sein) par extravasation liquidienne, liée à un climat d'hyperœstrogénie relative : la quantité d’œstrogène par rapport à celle de progestérone augmente (il s'agit en fait le plus souvent d'une insuffisance en progestérone), ce qui provoque l'œdème, entraînant des douleurs (la glande, alourdie, tire sur ses ligaments et entraîne des douleurs bilatérales aiguës).

### Altération de la structure cérébrale
Le 15 mars 2018, une étude montre une structure cérébrale altérée chez les femmes ayant un syndrome prémenstruel, avec une augmentation du volume de matière grise dans le cortex cingulaire postérieur/précuneus et dans le thalamus, et une diminution du volume dans l'insula.

## Symptômes
Il n'existe pas de définition consensuelle du syndrome prémenstruel, car il présente notamment une très grande diversité de symptômes physiques ou psychologiques dont la caractérisation est parfois subjective. Les symptômes liés au syndrome prémenstruel peuvent être à la fois somatiques, affectifs, cognitifs et comportementaux. Plus de deux cents symptômes ont ainsi été répertoriés. Ils « se produisent seulement pendant la phase lutéale, culminent peu avant règles,et cessent pendant ou peu après le début de règles », tout en revenant de manière récurrente à chaque cycle et en s'interrompant au moins une semaine pendant le cycle après les règles. Les symptômes du SPM sont suffisamment sévères pour affecter négativement le fonctionnement global ainsi que la vie personnelle, sociale et professionnelle des personnes qui en souffrent.
Parmi les troubles susceptibles d'affecter la personne atteinte de syndrome prémenstruel, figurent fréquemment les tensions mammaires, des tensions abdominopelviennes et une tension psychique. La sévérité des symptômes est variable, et peut altérer la qualité de vie. Les symptômes physiques peuvent inclure de la fatigue, des douleurs abdominales, des tensions au niveau des seins, maux de tête, hypersudation aux extrémités, douleurs articulaires ou musculaires, acné, des fringales ou un appétit supérieur à l'accoutumée. Parmi les symptômes d'ordre affectif, figurent l'irritabilité, l'anxiété ou la tension, sautes d'humeurs, pleurs, dépression, colère, confusion, pertes de mémoire, hypersomnie ou insomnie, et isolement social.

## Diagnostic
Il n'existe pas de test qui permette d'identifier avec certitude le syndrome prémenstruel. Les symptômes doivent cependant survenir pendant la phase lutéale du cycle et disparaître dans les jours suivants les menstruations. Ils doivent également survenir de manière récurrente sur plusieurs cycles successifs, ne pas pouvoir être expliqués par d'autres causes, et avoir un impact significatif sur le déroulement des activités quotidiennes.

## Prise en charge
Il n'existe pas de traitement unique reconnu comme efficace,. Le traitement vise principalement à soulager les symptômes.
L'American College of Obstetricians and Gynecologists recommande une prise en charge adaptée en fonction de la sévérité des symptômes. En cas de symptômes légers, il est conseillé de modifier son mode de vie en adoptant un bon régime alimentaire, et en absorbant des compléments de calcium, magnésium et en Poivre des moines. Lorsque les symptômes affectent le fonctionnement de la personne, des anti-inflammatoires non-stéroïdiens ou une suppression de l'ovulation à l'aide d'une contraception hormonale ou d'acétate de médroxyprogestérone sont préconisés. Si aucun de ces traitements n'est concluant, des antagonistes à la GnRH peuvent être administrés.
Le Royal College of Obstetricians and Gynaecologists recommande d'envisager en routine la TCC dans les cas sévères.